# Yun Jong-gyu
Yun Jong-gyu (ur. 26 kwietnia 1986) – południowokoreański zapaśnik walczący w stylu klasycznym. Zajął 36 miejsce w mistrzostwach świata w 2007. Siódmy w mistrzostwach Azji w 2016. Siódmy w Pucharze Świata w 2008 roku.